# Calle Palmér

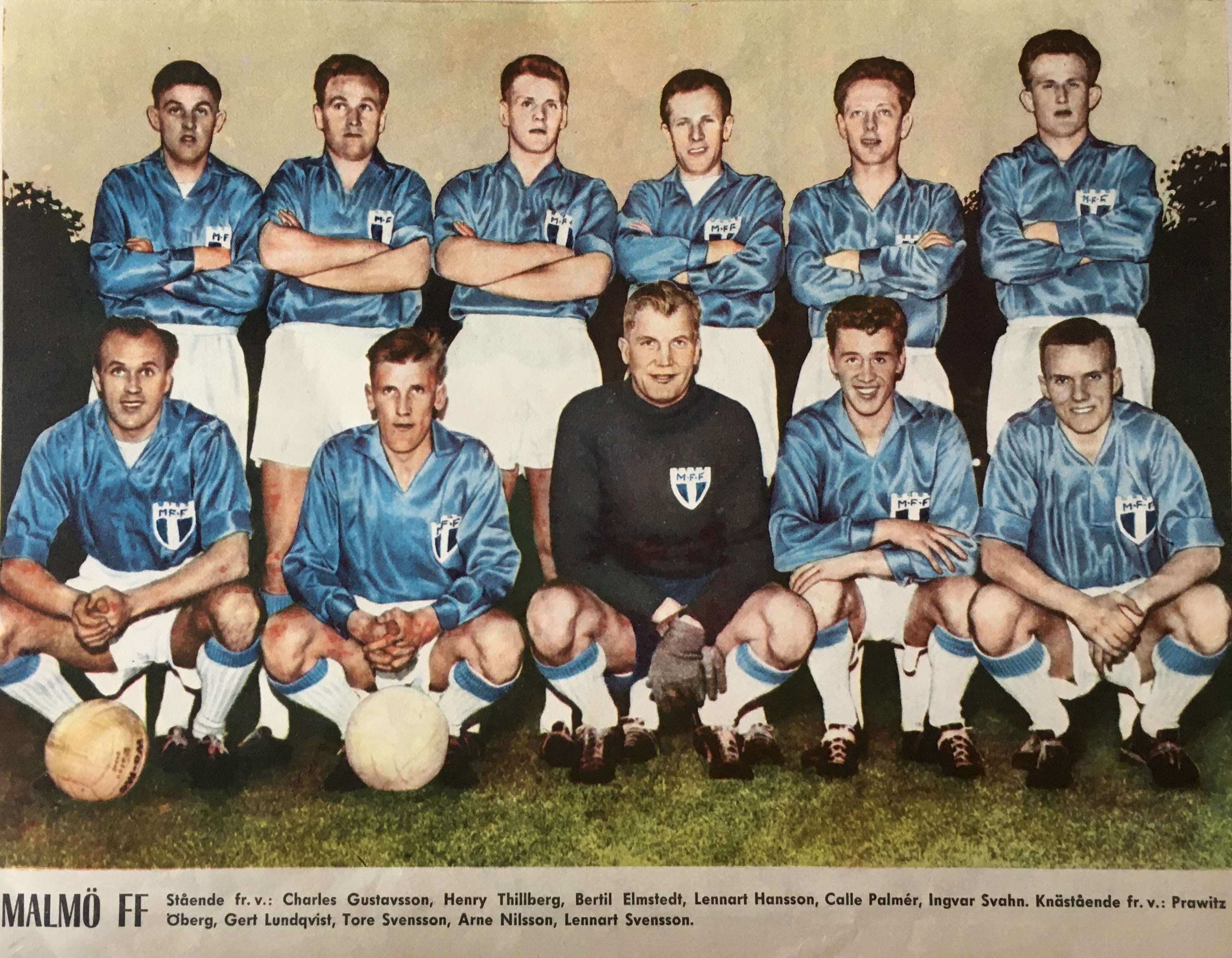
Malmö FF:s lag 1960 med bland andra: Charles Gustafsson, Henry Thillberg, Bertil Elmstedt, Calle Palmér (stående 5:a från vänster), Ingvar Svahn, Prawitz Öberg och Tore Svensson.

Karl Erik "Calle" Palmér, född 17 april 1929 i Sankt Pauli församling i Malmö, död 2 februari 2015 i Hyllie församling i Malmö, var en svensk fotbollsspelare som spelade i Malmö FF, och i de italienska klubbarna Legnano och Juventus. Han blev svensk mästare med Malmö FF och tillhörde det  svenska landslag, som vann bronsmedalj vid VM 1950. Han spelade 14 landskamper.
Calle Palmér deltog vid  VM 1950 i Brasilien, där Sverige tog brons. Han spelade i Sveriges samtliga fem matcher i turneringen och gjorde tre mål, vilket var flest i det svenska laget. I de inledande tre matcherna spelade han högerinner, i kedjan fanns även klubbkamraten i MFF, Stellan Nilsson. I 2-2-matchen mot Paraguay gjorde Palmér det avgörande mål, som förde Sverige vidare till finalspel.
Inför de två avslutande matcherna hade den svenske lagledaren Rudolf "Putte" Kock petat lagets vänsterinner Lennart "Nacka" Skoglund och ersatt denne med Palmér. Ersättare på Palmérs högerinnerposition blev Bror Mellberg.  I matchen mot Spanien, i vilken Palmér bildade vänsteranfall med Stig "Vittjärv" Sundqvist gjorde han återigen ett avgörande mål. Sveriges seger med 3-1 gav brons. Den framgångsrika VM-innertrion Palmér-Jeppson-Skoglund kom i pressen att benämnas Pal-Jep-Sko, en hyllning som refererade till guldinnertrion Gre-No-Li från OS i London och vars medlemmar i likhet med dennas, samtliga kom att värvas som proffs till Italien.
Calle Palmér tillhörde den legendariska MFF-uppställning, som vann tre raka guld säsongerna 1948-49, 1949-50 och 1950-51 och som spelade 49 allsvenska matcher i följd utan förlust. Efter fotbollskarriären var han sportjournalist på Sydsvenska Dagbladet i Malmö.
Hans son Anders Palmér spelade också i Malmö FF.
Han var från 1952 till sin död gift med Siv Leila Palmér (född 1934).